# Myself 〜風になりたい〜/心のボール
「Myself 〜風になりたい〜／心のボール」（マイセルフかぜになりたい／こころのボール）は、1989年9月21日に発売された德永英明8枚目のシングル。

## 解説
「恋人」から5ヶ月ぶりのシングルは初の両A面としてリリースされた。「心のボール」は長らくアルバム未収録だったが2006年発売のベスト・アルバム『BEAUTIFUL BALLADE』に「Myself 〜風になりたい〜」と両曲とも収録された。

## 楽曲解説

### Myself 〜風になりたい〜
アルバム『REALIZE』からのシングルカット。「小田急ロマンスカー10000形（HiSE）」CMソング。シングル8枚目で初めて男女の恋愛をテーマとしない歌詞の楽曲。

### 心のボール
同郷であるASKA（当時の表記名は“飛鳥涼”）からの提供曲で、福岡市の市制100周年記念歌として制作。CHAGE and ASKAとして1990年に発売のバラード・ベスト・アルバム『THE STORY of BALLAD』でセルフカバー。
福岡市役所の電話保留音や市内の青少年施設の館内BGMとして長らく使われていたが、2014年にASKAが覚醒剤取締法違反で逮捕されたことを受け使用中止となった。

## 収録曲
| 全編曲: 瀬尾一三。 |                             |            |           |       |
| #                  | タイトル                    | 作詞       | 作曲      | 時間  |
| 1.                 | 「Myself 〜風になりたい〜」 | 大津あきら | 德永英明  | 5:46  |
| 2.                 | 「心のボール」              | 飛鳥涼     | 飛鳥涼    | 5:00  |
| 合計時間:          | 合計時間:                   | 合計時間:  | 合計時間: | 10:46 |

## 主な収録アルバム
- 『REALIZE』（1）
- 『シングルコレクション (1986〜1991)』（1）
- 『BEAUTIFUL BALLADE』（1,2）